# Thecla zotelistes
Thecla zotelistes är en fjärilsart som beskrevs av Charles Oberthür 1913. Thecla zotelistes ingår i släktet Thecla och familjen juvelvingar. Inga underarter finns listade i Catalogue of Life.